# Carlos Miranda
Carlos Miranda (São Paulo, 29 de julho de 1933 – São João da Boa Vista, 17 de fevereiro de 2025) foi um ator brasileiro e tenente-coronel da Polícia Rodoviária do Estado de São Paulo. Recebeu a Medalha Anchieta, maior honraria da Câmara Municipal de São Paulo.

## Biografia
Miranda nasceu no bairro da Mooca em 29 de julho de 1933 e ficou famoso ao interpretar o Inspetor Carlos do seriado de televisão O Vigilante Rodoviário, sempre acompanhado de Lobo, um cão pastor alemão que lembrava o famoso Rin-Tin-Tin.
Começou sua carreira como cantor de circo e de parques de diversões aos quinze anos de idade, logo em seguida indo trabalhar nas empresas Maristela e frequentando os grupos do Teatro Popular do SESI, onde fez curso de ator, estreando na peça O Ídolo das Meninas de Gastão Tojeiro, levada no Teatro Colombo no Largo da Concórdia em São Paulo. Trabalhou nos estúdios da Companhia Cinematográfica Maristela no Jaçanã até o seu fechamento. De lá saíram os equipamentos para a montagem do primeiro estúdio de dublagem de filmes estrangeiros do Brasil.
Após o fim do seriado, tornou-se um patrulheiro de verdade, ingressando na Polícia Rodoviária do Estado de São Paulo, onde galgou vários postos e atuou como porta-voz e relações públicas da corporação até se aposentar.

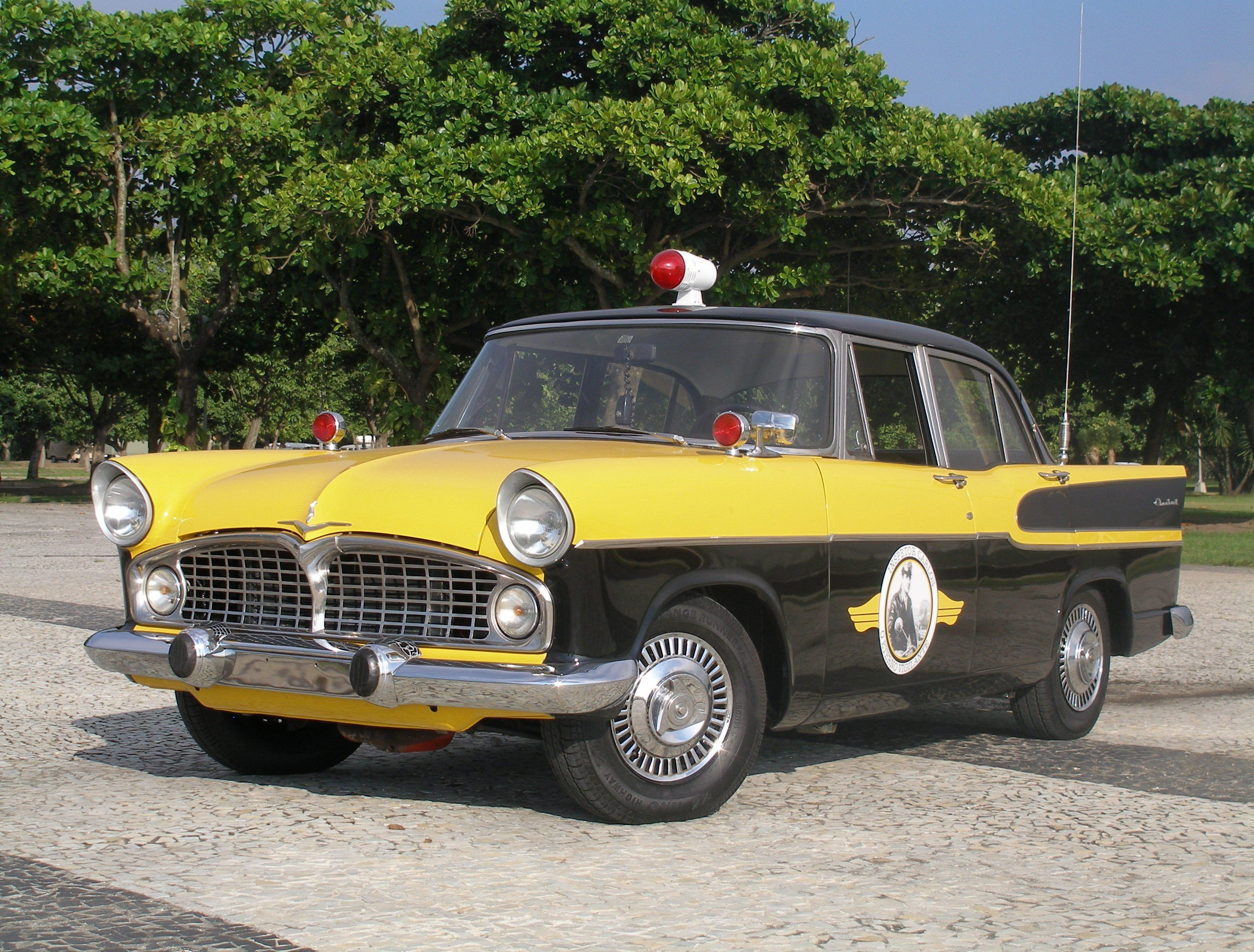
Simca Chambord do seriado O Vigilante Rodoviário

Miranda residiu na cidade de Itanhaém, litoral sul de São Paulo. Costumava participar em encontros de colecionadores de carros antigos, onde exibia o seu Simca Chambord — similar ao usado no seriado —, vestia uma farda igual a da série televisiva e distribuía autógrafos aos visitantes das exposições. Também dava palestras e se apresentava em comemorações cívicas como símbolo das Polícias. Era patrono do Automóvel Clube do Brasil.